# Souimanga à gorge verte
Chalcomitra rubescens
Espèce
Statut de conservation UICN

 LC  : Préoccupation mineure
Le Souimanga à gorge verte (Chalcomitra rubescens) est une espèce de passereaux de la famille des Nectariniidae.

## Répartition et sous-espèces

### Répartition

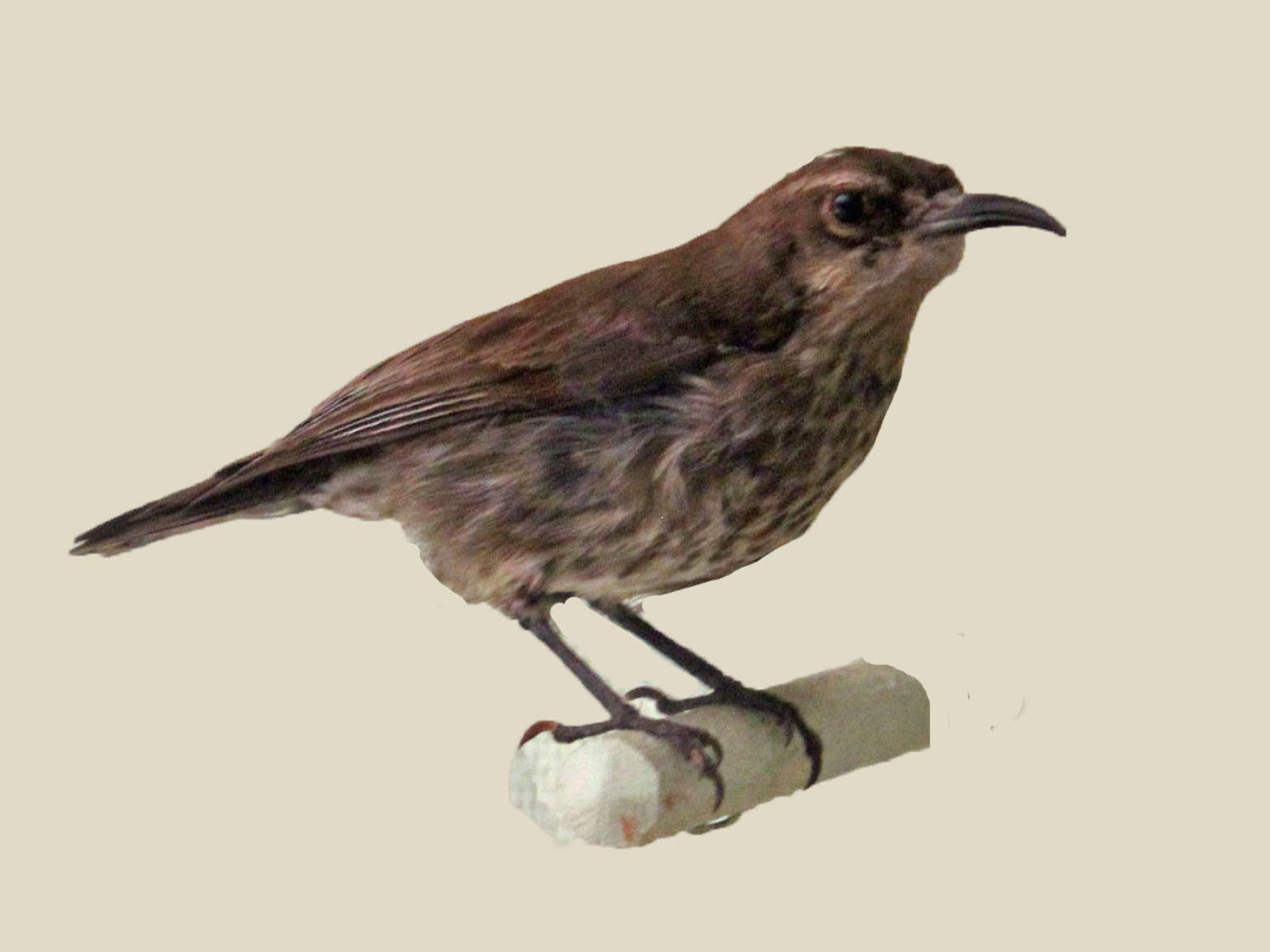
Chalcomitra rubescens femelle

Cet oiseau est répandu en Afrique centrale.

### Sous-espèces
Selon la classification de référence du Congrès ornithologique international (14.2, 2024) il se répartit en trois sous-espèces :
- Chalcomitra rubescens crossensis Serle 1963 — Grassland (Cameroun)
- Chalcomitra rubescens stangerii  (Jardine) 1842 — Bioko
- Chalcomitra rubescens rubescens  (Vieillot) 1819 — répandu